# Pararudern

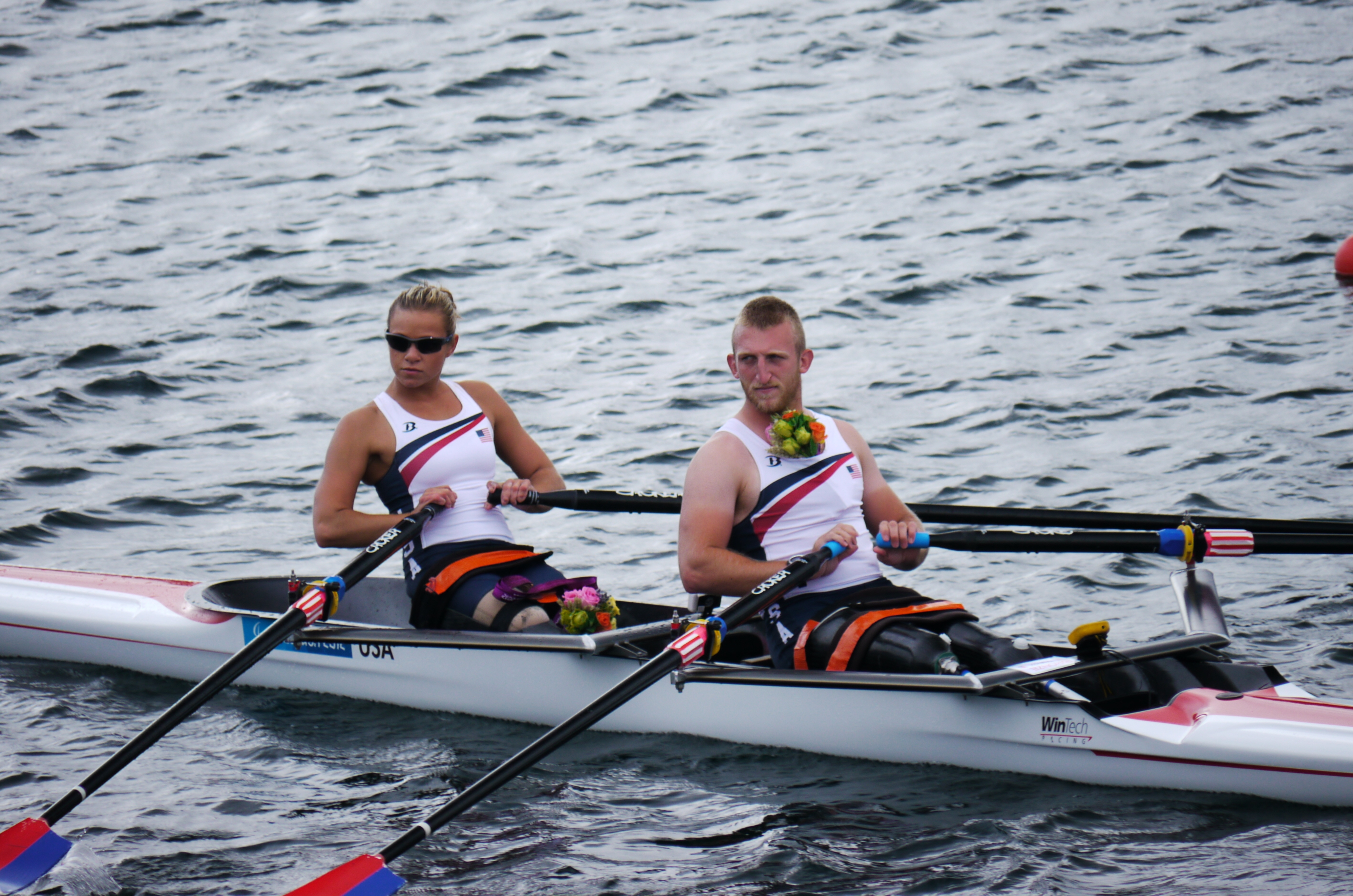
Oksana Masters und Rob Jones, Bronzemedaillengewinner im TAMix2x bei den Sommer-Paralympics 2012

Als Pararudern (ehemals Handicaprudern, englisch para rowing) wird die Ausübung des Rudersports durch Menschen mit körperlichen, geistigen oder seelischen Behinderungen bezeichnet. Es spielt dabei keine Rolle, ob die Beeinträchtigung oder Behinderung angeboren oder erworben, temporärer oder dauerhafter Natur ist.
Der Rudersport wurde ab etwa 1980 für Menschen mit einer Behinderung entdeckt und seitdem in vielen Projekten gefördert. Seit 2005 gehört das Pararudern von Menschen mit körperlichen Behinderungen zu den paralympischen Sportarten.

## Geschichte
Die Ursprünge des Pararuderns liegen insbesondere in den USA bereits einige Jahrzehnte zurück. Aus ersten Rennen in Philadelphia zwischen erblindeten Kriegsveteranen aus dem Zweiten Weltkrieg entwickelten sich unter Ted Nash, Olympiasieger 1960 im Vierer ohne Steuermann, erste Programme für Erblindete. Im Jahr 1980 wurde dort vom damaligen Vorsitzenden des US-amerikanischen Ruderverbandes USRowing, Chris Blackwall, der erste Verein nur für Menschen mit Behinderung gegründet (Philadelphia Rowing Program for the Disabled, PRPD). Ein Jahr später fand in Philadelphia zum ersten Mal die Bayada-Regatta für Pararuderer statt, die bis heute existiert und als einzige Regatta in den Vereinigten Staaten nur Rennen für Pararuderer anbietet.
In Deutschland begann die Entwicklung von Strukturen im Pararudern zu Beginn der 1990er Jahre vor allem im Raum Berlin, nachdem Menschen mit Behinderung bereits länger den Rudersport im Breitensportbereich ausübten. Dazu wurde etwa im Jahr 2000 der Verein „Förderverein Wassersporthandicaps e. V.“ mithilfe des Landesruderverbandes Berlin gegründet und in einigen Rudervereinen eine Handicapruderer-Abteilung eingerichtet. Der Deutsche Ruderverband ist unterdessen außerordentliches Mitglied im Deutschen Behindertensportverband und unterstützt das Pararudern mit verschiedenen Programmen. Auch in Deutschland gibt es regelmäßig ausgetragene Wettkämpfe für Pararuderer im Boot und auf dem Ergometer.
Der Weltruderverband FISA schreibt seit 2002 auch Rennen für Pararuderer im Rahmen der Ruder-Weltmeisterschaften aus. Im Jahr 2005 wurde Rudern vom Internationalen Paralympischen Komitee (IPC) in den Kanon der paralympischen Sportarten aufgenommen, was einen erheblichen Leistungssprung nach sich zog. Die paralympische Wettkampfdistanz betrug bis zur Saison 2016 1000 Meter und wurde danach an die olympische Wettkampfdistanz von 2000 Metern angepasst.

## Besonderheiten des Pararuderns
Der Rudersport ist aus verschiedenen Gründen besonders für Menschen mit Behinderungen geeignet. Der zyklische, nicht besonders schnelle Bewegungsablauf ist wenig verletzungsträchtig und bringt einen großen Teil der Körpermuskulatur zum Einsatz. Das Bewegungsbedürfnis vieler Menschen mit Behinderung kann damit gestillt werden. Einzelne fehlende Gliedmaßen oder Blindheit stellen kein Problem bei der Ausführung der Sportart dar. Geistig behinderten Ruderern kommt zugute, dass taktische Einflüsse insbesondere im Breitensport keine Rolle spielen. Weiterhin ist vorteilhaft, dass beim Rudern Menschen mit und ohne Behinderung beider Geschlechter und fast jeden Alters problemlos in einer Mannschaft rudern können, was Gemeinschaftserlebnisse und die Integration von behinderten Menschen in die Gesellschaft ermöglicht.
Durch die vielfältigen Behinderungen von Pararuderern ist an vielen Stellen die Hilfe von weiteren Personen notwendig. Beispiele sind das Zu-Wasser-Lassen von Booten, das Einsteigen ins Boot oder auch das Steuern auf Wasserstraßen und Gewässern im Falle von blinden Ruderern.
Die grundsätzlich für den Behindertensport sehr geeignete Ruderbewegung ist koordinativ durch den Einsatz aller Körperteile anspruchsvoll. Bei Schwächen der Koordinations- oder Konzentrationsfähigkeit der Ruderer sind ein deutlich erhöhter Zeitaufwand und erhöhte Anforderungen auch an erfahrenes Ausbildungspersonal zu erwarten.

## Ruderboote und Ausrüstung
Sofern die Behinderung von Pararuderern die Nutzung konventioneller Ruderboote zulässt, werden solche ggf. mit geringen Modifikationen für das Pararudern genutzt. Dies betrifft vor allem den Breitensportsektor. Bei schwerwiegenderen Behinderungen wie der Querschnittlähmung ist konventionelles Rudergerät nicht mehr für das Pararudern geeignet. Deshalb wurden insbesondere seit der ersten Austragung des Pararuderns bei den Ruder-Weltmeisterschaften 2002 und bei den Sommer-Paralympics 2008 spezielle Boote entwickelt, die auch von Querschnittgelähmten genutzt werden können.
Der Rumpf dieser Boote ist dabei zur Erhöhung der Stabilität deutlich breiter gebaut als bei vergleichbaren konventionellen Ruderbooten. Unter den Auslegern können zusätzlich Auftriebskörper zur Stabilisierung montiert werden. Der Rollsitz wird gegen einen festen Sitz mit kurzer Rückenlehne ausgetauscht, an dem auch Gurte zur Fixierung des Ruderers am Sitz vorhanden sind. Da Pararuderer in solchen Booten einen deutlich kürzeren Ruderschlag ausführen, sind die erreichbaren Bootsgeschwindigkeiten deutlich geringer als die konventioneller Ruderboote.

## Rennrudern
Auch wenn der Schwerpunkt des Pararuderns im Breitensport liegt, entstand schnell der Bedarf für Wettkämpfe. Aufgrund der Leistungsunterschiede zu nicht behinderten Ruderern ist ein gemeinsamer Start in identischen Altersklassen meist nicht sinnvoll, so dass Pararuderteams gelegentlich per Ausnahmegenehmigung in den Läufen anderer Altersklassen starten, die erfahrungsgemäß etwa ihrem Leistungsniveau gleichen. So rudern beispielsweise LTAMix4+-Mannschaften auf dem Niveau der Master-Altersklasse E.
Dennoch gibt es auch in Deutschland speziell für Pararuderer Regatten mit ausgeschriebenen Rennen auf dem Wasser und auf dem Ruderergometer. Die größte Pararuderregatta ist die jährlich stattfindende Grünauer Sommerregatta auf der Regattastrecke in Berlin-Grünau und seit 2011 finden durch den Deutschen Ruderverband einzelne Pararennen beim Deutschen Meisterschaftsrudern statt.

### FISA-Klassifizierung
Auf internationaler Ebene bei Ruder-Weltmeisterschaften und der Paralympischen Regatta wird vom Weltruderverband FISA in den Adaptive Rowing Regulations ein Klassifikationssystem für verschiedene Behinderungen definiert, welches die Startberechtigung in den international ausgetragenen Rennen regelt. An diesen FISA-Wettkämpfen dürfen nur Athleten teilnehmen, die ihre Behinderung anhand des Systems beim Weltruderverband nachgewiesen haben. Es sind folgende Klassen definiert:
PR3 (ehemals LTA – Beine, Oberkörper und Arme)
Die Ruderbewegung kann grundsätzlich mit dem ganzen Körper ausgeführt werden (LTA bedeutet „legs, trunk, arms“ zu dt. „Beine, Oberkörper, Arme“). Die Klasse LTA wird in LTA-PD (körperliche Behinderung) und LTA-B1/B2/B3 (Blindheit bis schwere visuelle Beeinträchtigung nach der International Blind Sports Federation) weiter unterteilt.
PR2 (ehemals TA – Oberkörper und Arme)
Die Ruderbewegung wird nur mit dem Oberkörper und den Armen ausgeführt (TA bedeutet „trunk, arms“ zu dt. „Oberkörper, Arme“). Das Boot hat einen festen Sitz anstelle des Rollsitzes und der Ruderer wird auf Höhe der Oberschenkel mit Gurten fixiert.
PR1 (ehemals AS – Arme und Schultern)
Die Ruderbewegung wird nur mit den Armen und Schultern ausgeführt (AS bedeutet „arms, shoulders“ zu dt. „Arme, Schultern“). Das Boot hat einen festen Sitz anstelle des Rollsitzes und der Ruderer wird auf der Höhe des Brustkorbes mit Gurten fixiert.
ID – geistige Behinderung
Diese Klasse ist für Ruderer mit geistiger Behinderung geschaffen (ID bedeutet „intellectual disability“).

### Internationale Bootsklassen
Seit der Einführung von Weltmeisterschaftsrennen im Pararudern im Jahr 2002 wurde das Programm der ausgetragenen Wettbewerbe mehrfach geändert und besonders in den beiden ersten Austragungsjahren wurden verschiedene Bootsklassen ausprobiert. Mittlerweile haben sich folgende Bootsklassen im Programm etabliert:

#### PR1-M1x (ASM1x)

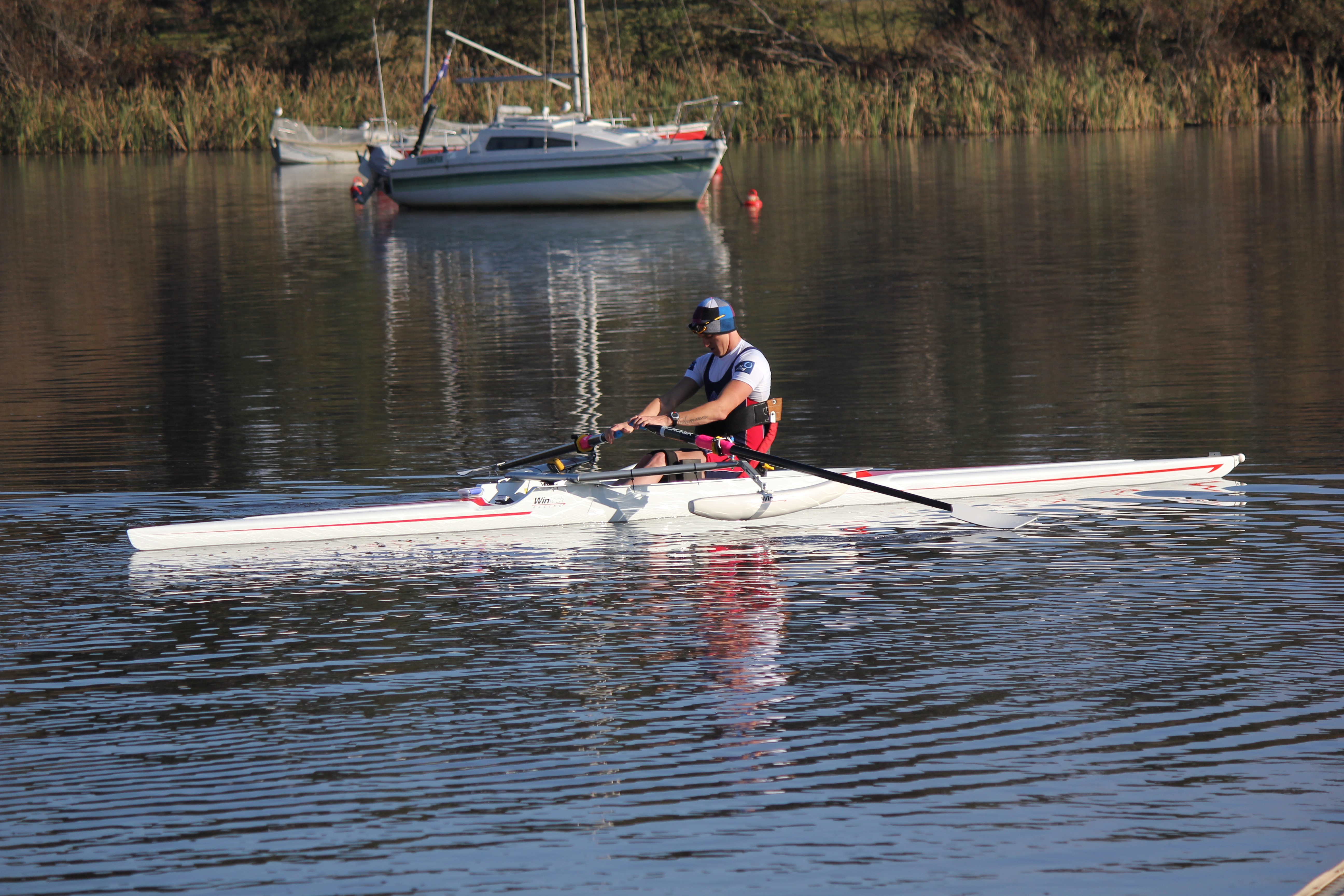
ASM 1x

Männer-Einer für Ruderer der Klasse PR1 (ehemals AS). Der Athlet wird dabei auf Höhe des Brustkorbs am Sitz fixiert. Es sind Auftriebskörper unter den Auslegern und ein Mindestgewicht des Bootes von 24 kg vorgeschrieben. Die Abmessungen des Bootes sind nicht vorgeschrieben, typischerweise aber liegt die Breite bei rund 46 cm an der Wasserlinie und die Länge bei 6,32 m. Der PR1-M1x ist seit 2003 im Programm der Ruder-Weltmeisterschaften und seit 2008 Teil der Paralympischen Regatta.

#### PR1-W1x (ASW1x)
Frauen-Einer für Ruderinnen der Klasse PR1 (ehemals AS). Das Regelwerk und Bootsmaterial entspricht dem der Männer im PR1-M1x. Der Frauen-Einer ist seit 2006 im Programm der Ruder-Weltmeisterschaften und seit 2008 Teil der Paralympischen Regatta.

#### PR2-Mix2x (TAMix2x)
Mixed-Doppelzweier für Ruderer der Klasse PR2 (ehemals TA). Die Mannschaft besteht aus einem weiblichen und einem männlichen Mitglied, die auf Höhe der Oberschenkel mit Gurten fixiert werden. Auftriebskörper unter den Auslegern sind erlaubt, aber nicht vorgeschrieben. Da sie die Bootsgeschwindigkeit verringern, verzichten die Mannschaften in den Weltmeisterschaftsrennen weitestgehend darauf. Das Mindestgewicht des Bootes liegt bei 37 kg, Abmessungen sind nicht spezifiziert. Die Breite der Wasserlinie liegt typischerweise bei rund 52 cm, die Bootslänge bei 9,08 m. Der PR2-Mix2x ist seit 2003 im Programm der Ruder-Weltmeisterschaften und seit 2008 Teil der Paralympischen Regatta.

#### PR3-Mix2x (LTAMix2x)
Mixed-Doppelzweier für Ruderer der Klasse PR3 (ehemals LTA). Die Mannschaft besteht aus einem weiblichen und einem männlichen Mitglied, wobei höchstens ein Mannschaftsmitglied mit einer Blindheit im Boot sitzen darf. Das Boot entspricht dem eines üblichen Doppelzweiers. Der PR3-Mix2x ist seit 2013 im Programm der Ruder-Weltmeisterschaften, aber vorerst kein Teil der Paralympischen Regatta.

#### PR3-Mix4+ (LTAMix4+)
Mixed-Vierer mit Steuermann der Klasse PR3 (ehemals LTA). Die Mannschaft besteht aus jeweils zwei weiblichen und männlichen Ruderern und einem Steuermann beliebigen Geschlechts, der nicht die Bedingungen der Klasse PR3 erfüllen muss. Maximal zwei der Ruderer dürfen wegen Blindheit im Boot sitzen (PR3-B1/B2/B3), so dass mindestens zwei Ruderer mit körperlicher Behinderung (PR3-PD) zur Mannschaft gehören. ID-klassifizierte Ruderer mit geistiger Behinderung sind nicht zugelassen. Das Boot ist in dieser Klasse identisch mit dem Material im konventionellen Vierer mit Steuermann, für das lediglich ein Mindestgewicht von 51 kg gilt. Der PR3-Mix4+ ist seit 2004 im Programm der Ruder-Weltmeisterschaften und seit 2008 Teil der Paralympischen Regatta. Im Zuge einer Erprobungsmaßnahme betrug die Streckenlänge für diese Bootsklasse bei den Ruder-Weltmeisterschaften 2005 einmalig 2000 Meter. Danach wurde die Streckenlänge wieder an die im Pararudern übliche, aber damals als „paralympische Distanz“ neu definierte Länge von 1000 Metern angepasst.

#### IDMix4+
Mixed-Vierer mit Steuermann der Klasse ID. Diese Klasse wurde gelegentlich auch als LTAIDMix4+ oder LTAID4+ bezeichnet. Die Mannschaft besteht aus je zwei weiblichen und männlichen Ruderern und einem Steuermann beliebigen Geschlechts, der nicht die Bedingungen der Klasse ID erfüllen darf. Das Boot ist in dieser Klasse identisch mit dem Material im konventionellen Vierer mit Steuermann, für das lediglich ein Mindestgewicht von 51 kg gilt. Die Klasse IDMix4+ wurde von 2009 bis 2011 bei den Ruder-Weltmeisterschaften ausgefahren und danach vom Weltruderverband aus dem Programm genommen. Gründe sind die schwache Beteiligung bei den ausgetragenen WM-Rennen der Jahre 2009 bis 2011, bei denen jeweils keine Vorentscheidungen notwendig waren, sowie die Entscheidung des Internationalen Paralympischen Komitees, diese Klasse auch zu den Sommer-Paralympics 2016 nicht aufzunehmen. Der IDMix4+ war auch in der Vergangenheit nie Teil der Paralympischen Regatta.

## Sicherheitsaspekte
Ebenso wie im allgemeinen Rudersport ist die Schwimmfähigkeit aller im Boot befindlichen Personen ein wichtiges Sicherheitskriterium auch im Pararudern. Im Falle einer Kenterung müssen alle Personen in der Lage sein, sich selbstständig über Wasser zu halten.
Der Ausstieg aus dem gekenterten Boot kann dabei beim Pararudern erschwert sein, wenn die Ruderer am Sitz fixiert werden müssen. Während im allgemeinen Rudersport die Ruderer lediglich an ihren Füßen am Stemmbrett im Boot fixiert sind, kann die Behinderung von Pararuderern weitere zum Teil erhebliche Fixierungen am Boot und an den Skulls oder Riemen notwendig machen. In den Wettbewerbsklassen AS-M1x, AS-W1x und im TA-Mix2x werden die Ruderer beispielsweise durch bis zu drei Gurte am Sitz befestigt. Der Ausstieg muss deshalb zu Beginn der Ruderausbildung mehrfach geübt werden, wobei auf die speziellen Bedürfnisse eines jeden Pararuderers gesondert eingegangen werden muss. Die zum schnellen Ausstieg notwendigen Griffe zur Lösung der Fixierung können mit Händen oder dem Mund ausgeführt werden und sind standardisiert.